# Tillandsia oropezana
Tillandsia oropezana är en gräsväxtart som beskrevs av Lieselotte Hromadnik. Tillandsia oropezana ingår i släktet Tillandsia och familjen Bromeliaceae. Inga underarter finns listade i Catalogue of Life.